# Skive Ådalbrug
De Skive Ådalbrug (Deens: Skive Ådal Bro) is een brug bij Skive in Denemarken. De brug is geopend in 1996, tegelijkertijd met de rondweg van Skive.
Over de brug loopt de Primærrute 26. Deze weg loopt van Aarhus op Jutland naar Hanstholm op Vendsyssel-Thy.